# Irineu Andreassa
Irineu Andreassa OFM (ur. 15 maja 1949 w Jacri) – brazylijski duchowny rzymskokatolicki, w latach 2016–2025 biskup Ituiutaba.

## Życiorys
Święcenia kapłańskie przyjął 16 grudnia 1978 w zakonie franciszkańskim. Pracował w zakonnych parafiach kustodii pw. Najświętszego Serca Jezusowego, był także wychowawcą postulantów i studentów franciszkańskich oraz definitorem i przełożonym kustodii.
11 listopada 2009 został mianowany biskupem Lages. Sakry biskupiej udzielił mu 24 stycznia 2010 bp Caetano Ferrari.
30 listopada 2016 został przeniesiony na urząd biskupa Ituiutaba.
22 maja 2025 papież Leon XIV przyjął jego rezygnację z pełnionego urzędu, złożoną ze względu na wiek.